# Ixmatlahuacan
Ixmatlahuacan es una localidad del estado mexicano de Veracruz. Es cabecera del municipio de Ixmatlahuacan.

## Demografía
| Censo | Población |
| ----- | --------- |
| 1900  | 907       |
| 1910  | 1857      |
| 1921  | 468       |
| 1930  | 486       |
| 1940  | 557       |
| 1950  | 458       |
| 1960  | 815       |
| 1970  | 1003      |
| 1980  | 1073      |
| 1990  | 1431      |
| 1995  | 1609      |
| 2000  | 1681      |
| 2005  | 1755      |
| 2010  | 1858      |
| 2020  | 1802      |